# سمر عبد العزيز
سمر عبد العزيز (1392- 1446 هـ / 1973- 2025 م)، ممثلة ومطربة سورية.

## سيرتها
وُلدت سمر بنت نظمي عبد العزيز في مدينة حلب، يوم الأحد 3 ذي الحِجَّة 1392هـ الموافق 7 يناير (كانون الثاني) 1973م. وهي ابنة الشاعر الغنائي نظمي عبد العزيز أحد مؤسسي الأغنية السورية، وأخت الممثلة والمخرجة ريم عبد العزيز.
بدأت سمر مسيرتها الفنية بالغناء، ومن أشهر أغانيها "يسعد لي هالمسا"، و"تعلمنا"، و"بحياتنا لا تزعلوا"، و"زهرة الأماني"، و"كتبوني". وشاركت في التمثيل في عدد من الأعمال الدرامية، من أبرزها: "سيرة آل الجلالي"، و"هولاكو"، و"أنشودة المطر"، و"باب الحارة".

## حياتها الخاصة
تزوَّجها المخرج محمد معروف بعد عَلاقة حب دامت ثلاث سنوات، لكنَّ الزواج لم يستمرَّ أكثر من 12 يومًا.

## مرضها ووفاتها
في يونيو 2022، أعلنت إصابتها بسرطان الثدي، لتبدأ رحلةَ العلاج الكيماوي والإشعاعي، وخضعت لعملية استئصال للورم. وفي مايو 2023، أعلنت شفاءها، إلا أن العلاج أدَّى إلى تراجع مناعتها بشدَّة، مما جعلها عُرضةً للإصابة باليَرَقان الحاد (التهاب الكبد)، وهو ما دهَمَها في الأسابيع الأخيرة من حياتها.
توفيت في دمشق، فجر يوم الأربعاء 2 ذي القَعْدة 1446هـ الموافق 30 أبريل (نَيْسان) 2025، عن عمر ناهز اثنين وخمسين عامًا، وصُلِّي عليها عقب صلاة الظهر في نفس اليوم بجامع لالا باشا في شارع بغداد، ثم دُفنت في مقبرة نَجْها.

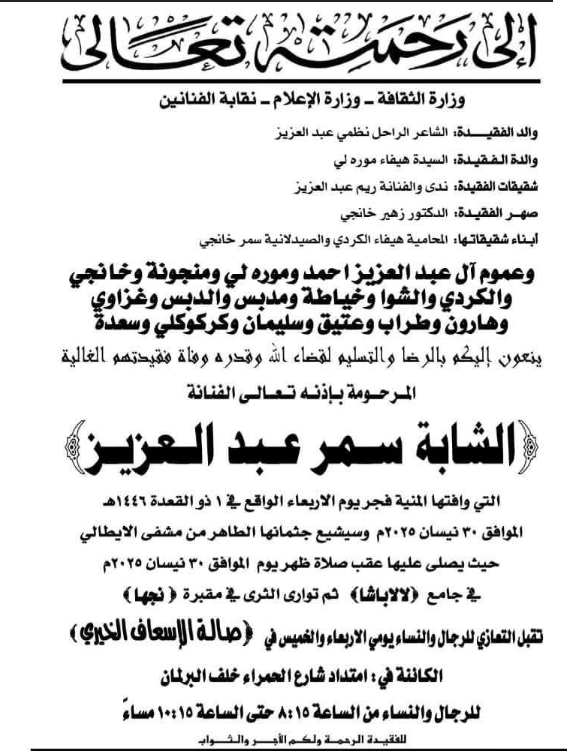
ورقة نعي سمر عبد العزيز

## وصلات خارجية
- بدموع الفرح، سمر عبد العزيز تروي قصة صراعها مع السرطان
- الفنانة سمر عبد العزيز ضيفة برنامج إنسان مع عطية عوض
- حضور فني كبير في عزاء الراحلة السورية سمر عبد العزيز